# 奧斯特利
奧斯特利（Osterley）是倫敦西部的一個地區，大約位於查令十字西北9.5英里（15.3）處，屬於豪恩斯洛倫敦自治市。這一地區的大部分面積被奧斯特利公園佔據。奧斯特利是一個著名的富人區。